# 玛莎·布莱克本
玛莎·布莱克本（英語：Marsha Blackburn，1952年6月6日—），原姓Wedgeworth，是共和黨籍的美国政治家、商人，自2019年起担任田纳西州的聯邦參議員。2003年至2019年任聯邦眾議員、1999年至2003年任州参议员。
2020年她與亞利桑那州聯邦参议员玛尔塔·麦萨利共同提议，向中华人民共和国政府收回108年前由时任中華民國政府发行的近两万亿美元债券。

## 爭議
2020年12月，布萊克本在推特指中國大陸是有五千年歷史偷竊的國家，有美國華人要求她公開道歉，不過布萊克本對此置若罔聞。

## 外部連結
- C-SPAN內的頁面（英文）
- 玛莎·布莱克本在互联网电影资料库（IMDb）上的資料（英文）

| 美国众议院                | 美国众议院                                                             | 美国众议院               |
| ------------------------- | ---------------------------------------------------------------------- | ------------------------ |
| 前任者： 埃德·布莱恩特    | 田納西州第七國會選區 眾議院議員 2003年–2019年                          | 繼任者： 马克·E·格林     |
| 政党职务                  |                                                                        |                          |
| 前任者： 鮑伯·寇爾克      | 美國參議員田納西州共和黨被提名人 （第1類） 2018年                      | 最新的                   |
| 美国参议院                |                                                                        |                          |
| 前任者： 鮑伯·寇爾克      | 田納西州第1類參議員 2019年-至今 與拉馬爾·亞歷山大、威廉·哈格蒂同時在任 | 現任                     |
| 美國排位名單              |                                                                        |                          |
| 前任者： 辛蒂·海德-史密斯 | 美國參議員資歷 第74位                                                  | 繼任者： 克里斯滕·希尼玛 |